# Cerodontha sasae
Cerodontha sasae är en tvåvingeart som först beskrevs av Mitsuhiro Sasakawa 1961.  Cerodontha sasae ingår i släktet Cerodontha och familjen minerarflugor. Inga underarter finns listade i Catalogue of Life.